# Tobago
Tobago es una isla situada al sur del mar Caribe. Pertenece a Trinidad y Tobago y su capital es Scarborough. Tiene 62 219 habitantes.

## Etimología
Tobago viene probablemente de tabaco, una de las denominaciones que los españoles le dieron a la isla. Tras la etapa española, con la llegada de los ingleses estos adaptaron el vocablo a su pronunciación, que dio lugar a tobago.
La isla también fue llamada durante un periodo como Isla Asunción.

## Geografía

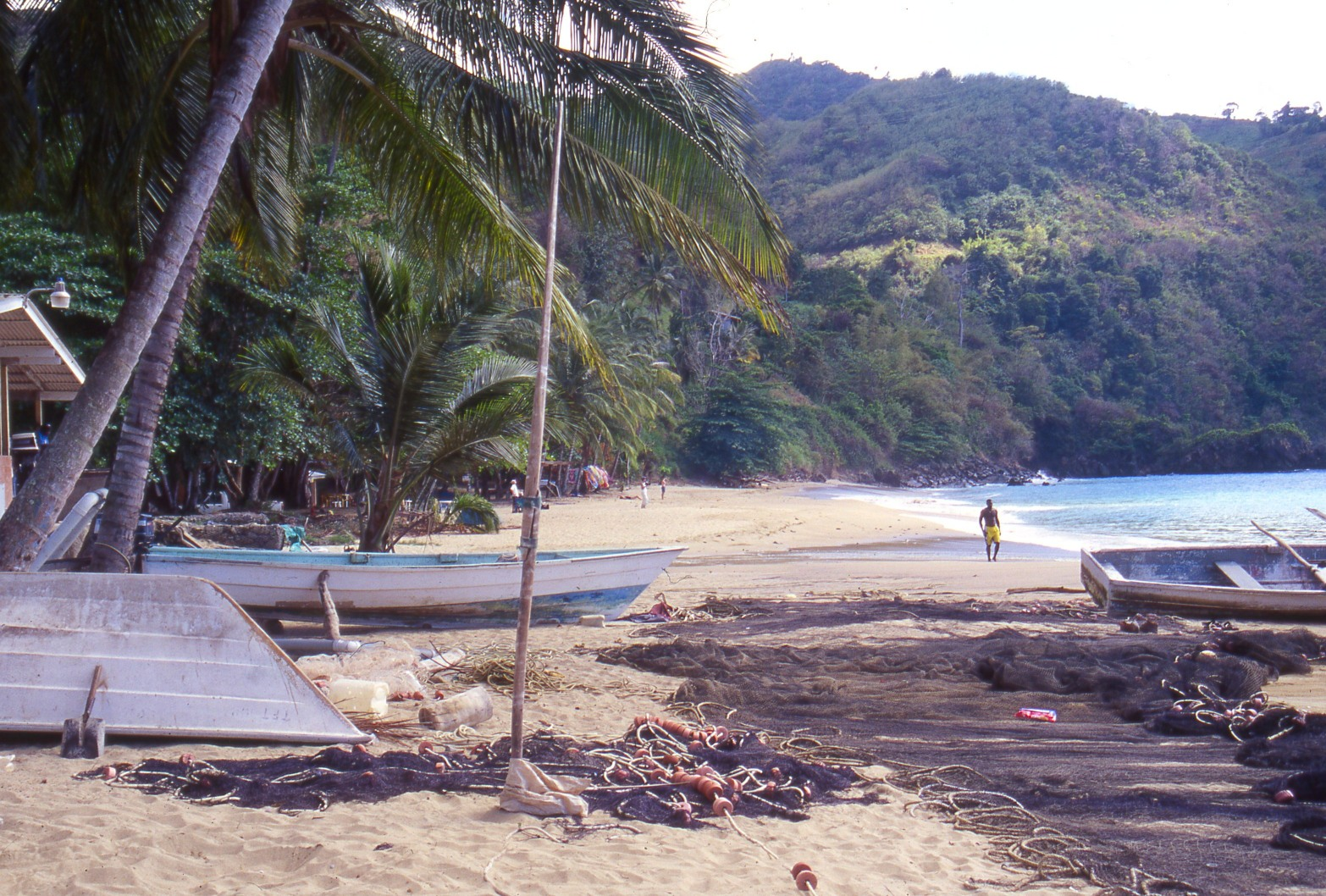
Playa en Castara, Tobago.

Tobago tiene una extensión de 300 km² (116 mi²). Está localizada en la latitud 11º9'N, y en longitud 60º40'O; ligeramente al noreste de Trinidad, de la que está separada aproximadamente 35 km. La isla se extiende aproximadamente 42 kilómetros (26 millas) a lo largo y 10 kilómetros (6 millas) a lo ancho.

## Población

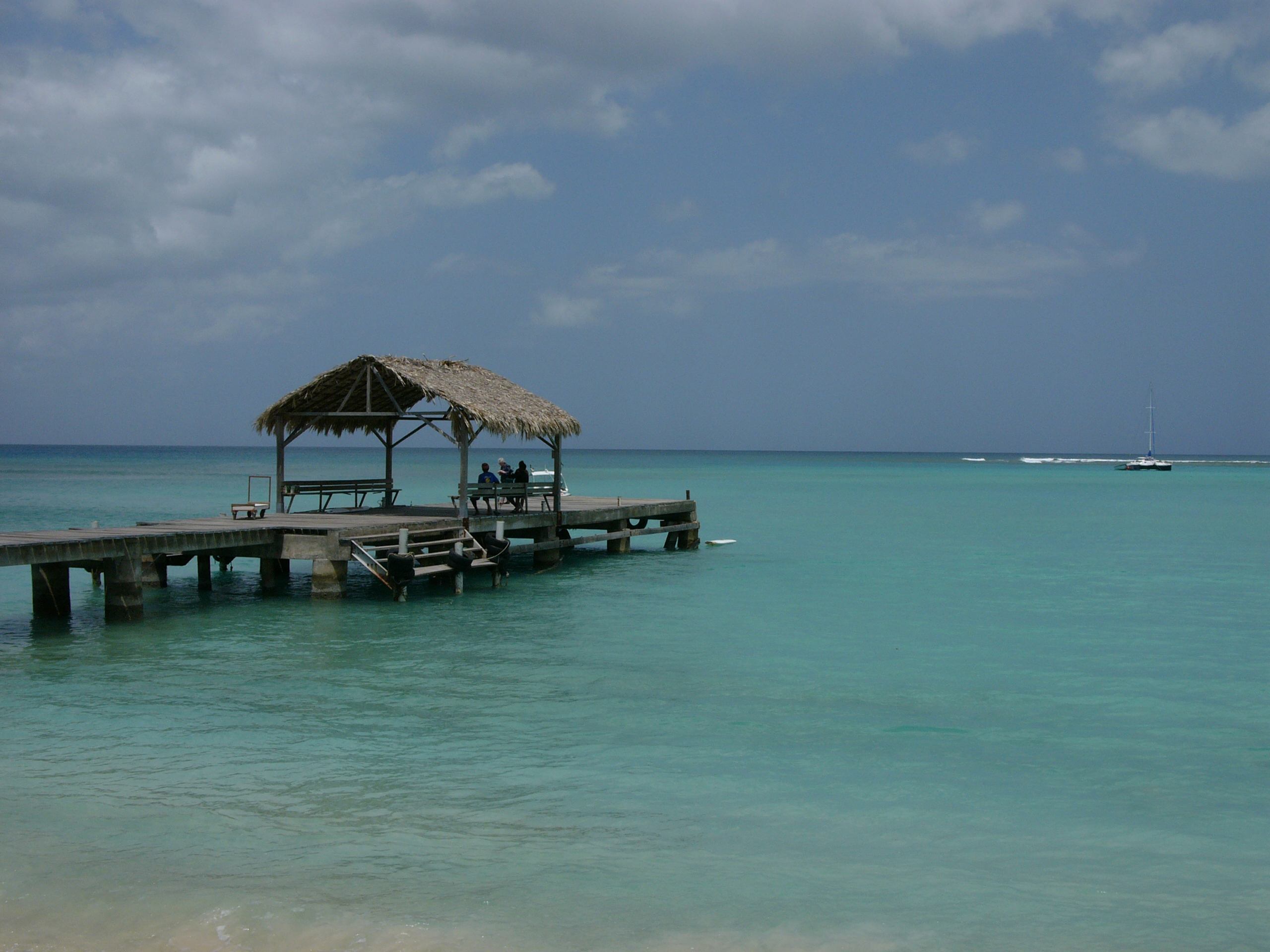
Pigeon Point, Tobago.

A diferencia de Trinidad, cuya población es multiétnica (nativos, criollos, indios, pakistaníes y africanos), la población de Tobago es mayoritariamente de origen africano, aunque en los últimos años ha aumentado el número de residentes extranjeros de origen alemán y escandinavo. De los 62 219 habitantes, 25 530 residen en la capital.

## Historia
Tobago estaba habitada por tribus caribes al arribar los españoles de la expedición de Cristóbal Colón en 1498, quienes además iniciaron su colonización. Rápidamente, la isla se convirtió en un campo de batalla para los conquistadores europeos.
Pasó en 1642 al ducado de Curlandia y en 1659 cayó en manos de la Mancomunidad polaco-lituana que la perdió en 1693 a favor de los Países Bajos. Por el Tratado de París (1763), la obtuvo el Reino Unido hasta el Tratado de París (1783), cuando la isla se entregó a Francia. En 1794, durante las Guerras revolucionarias francesas, fueron ocupadas de nuevo por el Reino Unido. Anexión reconocida en el Tratado de París (1815).
Tras la abolición de la esclavitud en 1833, la economía de la isla se derrumbó, y pasó a ser administrada desde Trinidad.
Trinidad y Tobago obtuvieron la independencia el 31 de agosto de 1962.

## Gobierno
Desde 1980, la isla constituye una región especial, dirigida por una Asamblea Territorial de 12 miembros y un Consejo Ejecutivo a cargo de un Secretario Jefe. También hay 5 Consejeros.

## Turismo
El turismo se concentra en sus playas, ya que son unas de las más visitadas en el Caribe. La mayoría de los turistas provienen de Alemania, Estados Unidos, Inglaterra y Venezuela por su cercanía.